# Kleist-Archiv Sembdner
Das Kleist-Archiv Sembdner in Heilbronn ist eine Einrichtung, die sich mit Leben und Werk des Dichters Heinrich von Kleist befasst. Sie ist aus der Sammlung des Kleist-Forschers und -Herausgebers Helmut Sembdner hervorgegangen, die 1990 von der Stadt Heilbronn angekauft und 1991 der Öffentlichkeit präsentiert wurde.
Die Einrichtung wurde von 1992 bis 2018 von Günther Emig geleitet. Emig legte zahlreiche Buchveröffentlichungen mit Kleist-Bezug vor, darunter eine retrospektive Kleist-Bibliographie und die Kleist-Bildbiographie von Eberhard Siebert. Er gab das Jahrbuch Heilbronner Kleist-Blätter heraus, das eine aktuelle Kleist-Bibliographie enthielt. Es wurde 2018 nach 29 Ausgaben eingestellt. Ab 1996 bestand unter der Adresse www.kleist.org eine Internet-Seite mit Materialien und Informationen zu Kleist, die inzwischen ebenfalls eingestellt wurde.
Seit 2019 ist das Archiv dem Literaturhaus Heilbronn angeschlossen und wird vom Literaturwissenschaftler Anton Philipp Knittel geleitet. Ein wichtiges Arbeitsfeld ist Kleists Stück Das Käthchen von Heilbronn. Das Kleist-Archiv befindet sich im Theaterforum K3, Berliner Platz 12.